# Меган Буун
Меган Буун (на английски: Megan Boone) е американска актриса. Тя е най-известна с ролята си като агента/профайлър на ФБР Елизабет Кийн в сериала на NBC „Черният списък“. Тя също така редовно участва в „Закон и ред: Лос Анджелис“ и има роля във филми като „Кървавият Свети Валентин“ и „Step Up: Революция“.

## Ранен живот
Родена е на 29 април 1983 г. в Петоски, щата Мичиган, и отгледана в The Villages, Флорида. Родителите ѝ преселват там, когато тя е дете, за да бъдат по-близо до нейните баба и дядо.
Буун учи актьорско майсторство в гимназия Белвю, която завършва през 2001 година. През 2005 г. тя завършва Училището за театър към Университета на Флорида с бакалавърска степен по изящни изкуства. Буун казва, че Джейн Александър ѝ повлиява да продължи с актьорската игра, въпреки че иска да се откаже в началото на кариерата си.

## Кариера
Буун има главна роля през 2007 г. в пиесата на Чарлс Мий „Limonade Tous Les Jours“ в Лос Анджелис и печели две награди на LA Weekly Theater Awards за своето представяне.
Буун прави своя филмов дебют в „Кървавият Свети Валентин“ (2009), с последваща поддържаща роля в „Сексът и градът 2“ през 2010 година. През същата година играе и младши заместник на окръжния прокурор Лорън Стантън в сериала на NBC „Закон и ред: Лос Анджелис“. През 2010 г. Буун прави и режисьорския си дебют с независимия филм „Egshells for Soil“, части от която са заснети в родния ѝ град, The Villages, Флорида. Тя също играе в „Step Up: Революция“ (2012), четвъртото издание на серията от танцови филми Step Up.
Буун по-късно получава главната роля в независимата драма „Leave Me Like You Found Me“ (2012), за която тя получава наградата за най-добра актриса на Gen Art Film Festival. Има поддържаща роля в полицейския драматичен сериал на CBS „Blue Bloods“ през 2013 г., последвана от главната ѝ роля на агента на ФБР Елизабет Кийн в сериала „Черният списък“ на NBC през същата година.

## Личен живот
През ноември 2015 г. представител на Буун потвърди, че тя и Дан Естабрук очакват първото си дете заедно. През януари 2016 г., по време на поява в Live! with Kelly and Michael Буун разкрива, че тя и Естабрук са сгодени и очакват момиченце.
Буун ражда дъщеря си Каролин на 15 април 2016 г.

## Филмография

### Кино
| Година | Заглавие                             | Роля         | Бележки                                               |
| ------ | ------------------------------------ | ------------ | ----------------------------------------------------- |
| 2001   | Илайджа                              | Абигейл      | Късометражен филм                                     |
| 2007   | The Mustachioed Bandit Meets His End | Кейт         |                                                       |
| 2009   | Кървавият Свети Валентин             | Меган        |                                                       |
| 2010   | The Myth of the American Sleepover   | Кери Съливан |                                                       |
| 2010   | Сексът и градът 2                    | Alli         |                                                       |
| 2012   | Step Up: Революция                   | Клер         |                                                       |
| 2012   | За Чери                              | Джейк        |                                                       |
| 2012   | Leave Me Like You Found Me           | Ерин         | Награда за най-добра актриса на Gen Art Film Festival |
| 2013   | Добре дошли в джунглата              | Лиза         |                                                       |
| 2013   | Семейни Игри                         | Слоун        |                                                       |

### Телевизия
| Година    | Заглавие                  | Роля                            | Бележки                   |
| --------- | ------------------------- | ------------------------------- | ------------------------- |
| 2008      | The Cleaner               | Rae                             | Епизод: „Пет Малки Думи“  |
| 2008      | Cold Case                 | Хелън МакКормик                 | Епизод: „Криле“           |
| 2010      | Harvard Medical School    | Нел Ларсън                      | Непродаден пилотен епизод |
| 2010      | HMS: White Coat           | Нел Ларсън                      | Телевизионен филм         |
| 2010 – 11 | Закон и ред: Лос Анджелис | Лорън Стантън                   | 7 епизода                 |
| 2013      | Blue Bloods               | Детектив Кандис Макэлрой        | 2 епизода                 |
| 2013 – 21 | Черният списък            | Елизабет Кийн                   | 63 епизода                |
| 2014      | Robot Chicken             | Хана Хорват / Кели Гарет / Нова | 2 епизода                 |